# 布留斯半岛
布留斯半岛（俄语：Полуостров Брюса）是滨海边疆区哈桑区的半岛，在阿穆尔湾的西岸，分隔开巴克兰湾和斯拉维扬卡湾，最高点海拔177米。尖端是布留斯角，其上有布谢灯塔。霍尔图岛位于海岸东南向2.5公里处。它可能是以苏格兰裔俄国将军和科学家雅科布·布鲁斯命名的。